# Blocus (film)
Pour plus de détails, voir Fiche technique et Distribution.
Blocus (Blockade) est un film d'espionnage américain réalisé par William Dieterle, sorti en 1938.

## Synopsis
Durant la guerre civile espagnole, les amours d'un pauvre paysan, officier républicain, et d'une jeune aventurière, qui espionne au profit de l'ennemi....

## Fiche technique
- Réalisation : William Dieterle
- Scénario : James M. Cain, John Howard Lawson et Clifford Odets
- Production : Walter Wanger
- Photographie : Rudolph Maté
- Musique : Werner Janssen
- Montage : Walter Wanger et United Artists
- Pays d'origine :  États-Unis
- Langue : Anglais

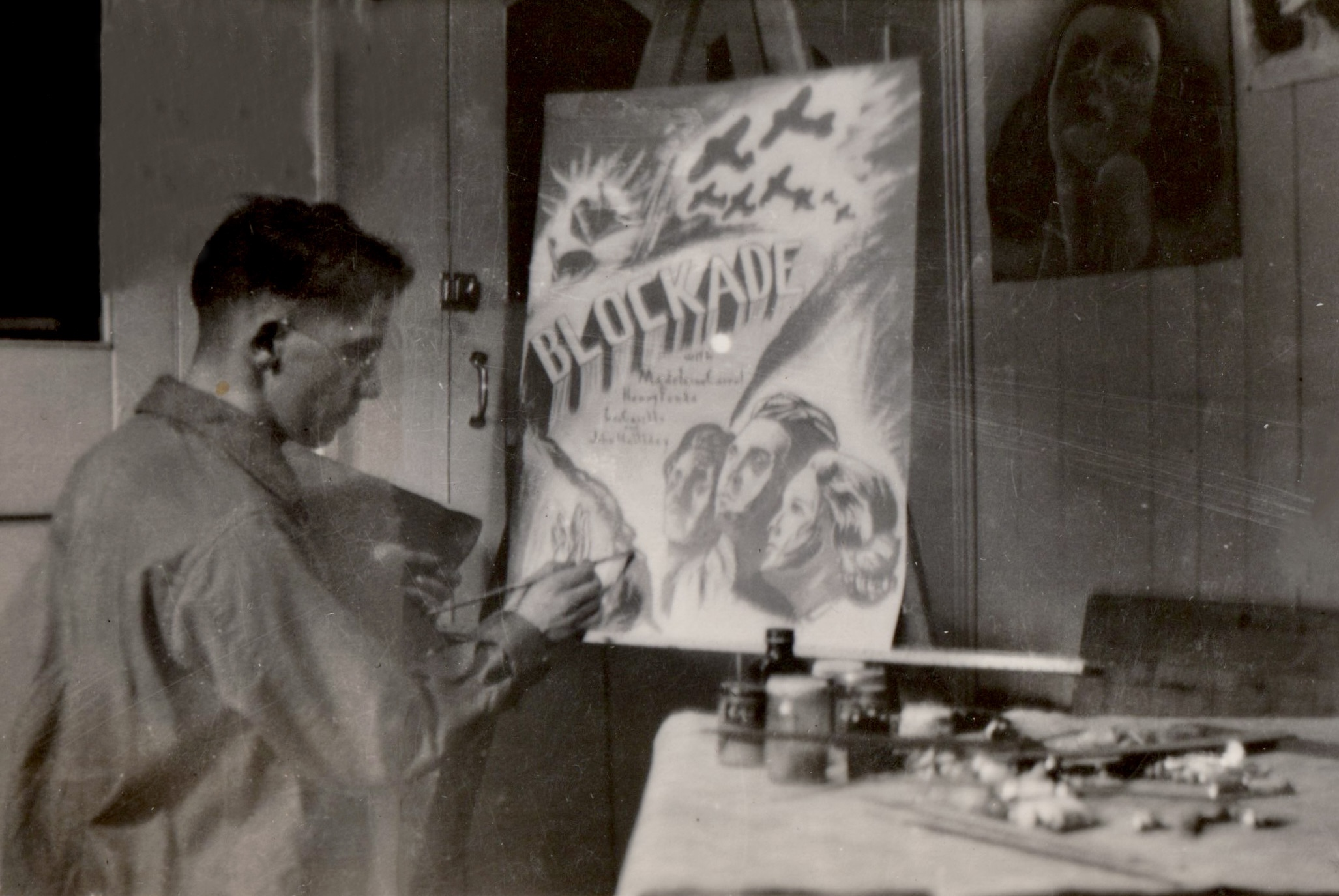
«Fan art» vers 1940

- «Fan art» vers 1940Genre : Film dramatique, Film de guerre
- Date de sortie :
  - États-Unis : 16 juin 1938

## Distribution
- Madeleine Carroll
- Henry Fonda
- Leo Carrillo
- Vladimir Sokoloff
- Ed Brady